# Гилазов, Ильгиз Идрисович
Ильгиз Идрисович Гилазов (тат. Илгиз Идрис улы Гыйләҗев; род. 14 апреля 1957, Казань, Татарская АССР, РСФСР, СССР) — советский, российский татарский юрист. Председатель Верховного суда Республики Татарстан (2011—2023). Председатель Конституционного совета Республики Татарстан с 13 июля 2023 года.

## Биография
Ильгиз Идрисович Гилазов родился 14 апреля 1957 года в Казани.
Родители из сельской местности, позже переселились в Казань, осели в посёлке Северный. После окончания школы собирался поступать на юридический факультет Казанского государственного университета, но для этого не хватило считанных баллов. В 1974—1975 годах работал токарем-оператором станков с числовым программным управлением на 16-м заводе, где трудились родители. В 1975—1977 годах служил в Советской армии на территории Московской области, был кодировщиком в штабе войск противовоздушной обороны, секретарем комсомола взвода, комсоргом.
В 1984 году окончил университет дружбы народов им. П. Лумумбы по специальности «правоведение», получив квалификацию юриста и переводчика с английского языка. В годы студенчества был секретарём курса и секретарём факультета, а в 1981—1982 годах работал в Ираке переводчиком английского при советских военных специалистах, занимавшихся обслуживанием техники во время войны с Ираном. В 1984—1987 годах работал старшим инспектором по кадрам и специальной работе в министерстве социального обеспечения.
В июне 1987 года стал судьёй Бауманского районного суда города Казани, а в апреле 1989 года — судьёй Верховного суда Татарской ССР. В июне 1996 года назначен заместителем председателя Верховного Суда Республики Татарстан. В июле 2007 года переназначен на 6-летний срок.
30 апреля 2011 года назначен председателем Верховного суда Республики Татарстан на 6-летний срок с 1 мая, вместо Геннадия Баранова. 12 мая был представлен коллективу ВС РТ. 31 мая 2017 года переназначен на 6-летний срок. Имеет первый квалификационный класс, является членом совета судей РФ, председателем совета судей РТ.
Судебная система Татарстана при Гилазове подвергалась критике со стороны правозащитников за игнорирование фактов фальсификаций доказательств и следование обвинительному уклону обвинения. Выступает за введение смертной казни; сам в прошлом четырежды выносил решения о приговаривании к высшей мере наказания.
29 мая 2023 года ушёл в отставку с поста председателя Верховного суда РТ по достижении предельного срока службы с одобрения Высшей квалификационной коллегии судей РФ. После этого исполняющим обязанности председателя ВС РТ был назначен заместитель председателя по административным делам Эдуард Каминский. 13 июля Государственный Совет Республики Татарстан назначил Гилазова на пост председателя Конституционного совета РТ, созданного вместо ранее упразднённого Конституционного суда.

## Награды
- Медаль ордена «За заслуги перед Отечеством» II степени (12 июля 2012 года) — за заслуги в укреплении законности, защите прав и законных интересов граждан и многолетнюю добросовестную работу[23].
- Почётное звание «Заслуженный юрист Российской Федерации» (6 мая 2018 года) — за заслуги в укреплении законности, защите прав и интересов граждан, многолетнюю добросовестную работу[24].
- Медаль «В память 1000-летия Казани» (2005 год)[25], благодарность президента Республики Татарстан (2014 год)[26], орден «За заслуги перед Республикой Татарстан» (2017 год)[27], орден «Дуслык» (2022)[28], медаль ордена «За заслуги перед Республикой Татарстан» (2023)[29], медаль «За доблестный труд»[30], почётное звание «Заслуженный юрист Республики Татарстан[тат.]»[3].
- Наградной знак Совета судей Российской Федерации «За служение правосудию» (2014 год)[31], медаль «За заслуги перед судебной системой Российской Федерации» II степени (2017 год)[32], почётная грамота Совета судей Российской Федерации (2019 год)[33], медаль Судебного департамента при Верховном Суде Российской Федерации «За усердие» І и ІІ степеней[3][34].
- Лауреат первой премии «Юрист года» совета татарстанского регионального отделения общероссийской общественной организации «Ассоциация юристов России» в номинации «Правосудие» (2014 год)[35], премия «Судья года» общественной организации «Российское объединение судей» (2018 год)[36].

## Личная жизнь
Женат, есть дочь, внуки.